# The Heretics
The Heretics è il tredicesimo album in studio del gruppo musicale Rotting Christ, pubblicato il 2019 dalla Season of Mist. 

## Tracce
1. In the Name of God - 4:14
2. Ветры злые - 3:13
3. Heaven and Hell and Fire - 4:52
4. Hallowed Be Thy Name - 5:06
5. Dies Irae - 3:46
6. Πιστεύω - 3:42
7. Fire, God and Fear - 4:50
8. The Voice of the Universe - 5:23
9. The New Messiah - 3:07
10. The Raven - 5:23

## Formazione
- Sakis Tolis - voce, chitarra, basso, tastiera, percussioni, testi
- Themis Tolis - batteria